# Amduscia
Amduscia est un groupe mexicain d'aggrotech, originaire de Mexico. 

## Histoire
Amdusciaest formé en 1999 à Mexico. Cependant, en mars 2010, Edgar Acevedo décède des suites de complications médicales liées à une leucémie. Le nom du groupe est dérivé du démon Amdusias dans la démonologie médiévale.
Au milieu de l'année 2009, Amduscia se transforme en duo, en raison de divergences professionnelles, Raul Montelongo quittant le groupe pour se concentrer sur son projet parallèle LuciferChrist. Le 27 mars 2010, le décès d'Edgar « Amduscia » Acevedo en raison de complications médicales liées à une leucémie est annoncée, et que le seul membre restant était Ruiz. Il décide de continuer le groupe en héritage d'Acevedo.
En 2020, le projet sort l'album Existe.

## Style et influences
Leur style musical est décrit comme aggrotech, et le groupe cite des influences de « dark ethereal, dark wave, cyberpunk, old EBM school [sic], à des styles plus récents comme la synthpop et la futurepop. »
Ils sont comparés à Hocico et Cenobita (en) sur leurs premières sorties, mais en fusionnant le style plus sombre avec l'approche de la trance contemporaine, ils développent un style qui leur est propre et rassemblent une base de fans grandissante au Mexique et en Europe, principalement en Allemagne, apparaissant dans des festivals tels que Wave-Gotik-Treffen, M'era Luna et lors d'une tournée européenne partagée avec Combichrist.

## Discographie

### Albums studio
- 2003 : Melodies for the Devil (Out of Line)
- 2006 : From Abuse to Apostasy (Out of Line)
- 2008 : Madness in Abyss (Out of Line)
- 2011 : Death, Thou Shalt Die (Out of Line)
- 2013 : Filofobia (Out of Line)
- 2020 : Existe (Out of Line)

### Singles et EP
- 2005 : Dead or Alive (EP,  Out of Line)
- 2005 : Impulso Biomecànico (mini-CD, Out of Line)